# Asynkritus
Svatý Asynkritus byl jeden ze sedmdesáti apoštolů, učedník svatého Pavla.
Byl vyslán hlásat evangelium svatým apoštolem Pavlem. Je zmíněn spolu s dalšími učedníky Pavla v Listě Římanům.
Stal se biskupem v Hyrkánii v Malé Asii.
Jeho svátek se připomíná 8. dubna.